# Anton Kostadinov
Anton Kostadinov (tiếng Bulgaria: Антон Костадинов; sinh 24 tháng 6 năm 1982) là một cầu thủ bóng đá Bulgaria hiện tại thi đấu ở vị trí tiền vệ cho Pirin Blagoevgrad.

## Danh hiệu

### Câu lạc bộ
Levski Sofia
- Cúp bóng đá Bulgaria: 2002–03